# La Tauromàquia (Goya)

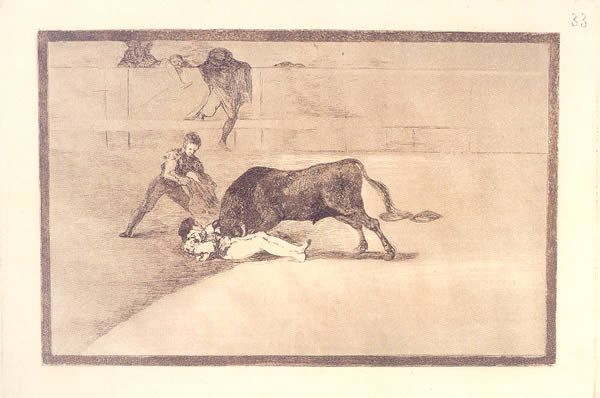
La desgraciada mort de Pepe-Hillo a la plaça de Madrid. Aiguafort, aiguatinta, punta seca i burí. 249 × 355 mm. Gravat número 33 de la sèrie La tauromàquia de Goya.

La tauromàquia és una sèrie de 33 gravats del pintor espanyol Francisco de Goya, publicada el 1816. A la sèrie cal afegir altres onze estampes, anomenades inèdites per no incloure's en aquella primera edició a causa de petits defectes, encara que són igualment conegudes. Es conserva al Museu del Grabado de Goya a Fuendetodos (Saragossa).
La idea de Goya de dedicar una sèrie a la tauromàquia es remunta a començaments del segle, i va anar elaborant-la amb lentitud, sense un pla massa concret, probablement interromput per la guerra. La intenció inicial de Goya va ser, segons diversos autors, la d'il·lustrar alguns passatges de la Carta històrica sobre l'origen i progrés de les curses de braus a Espanya (1777), que Nicolás Fernández de Moratín va dedicar a Ramón Pignatelli. Goya va sobrepassar la seva idea inicial i va completar la sèrie amb fets i records personals taurins no al·ludits a l'obra de Moratín, com alguns lances famosos de curses professionals.